# بايرويت
بايرويت (بالألمانية: Bayreuth) مدينة ألمانية تقع في بافاريا.
هي مشهورة بسبب وجود فيها مسرح بناه ريشارد فاغنر عام 1872 بمساعدة لودويك الثاني (حاكم مملكة بافاريا).
كل صيف تحتفل المدينة بمهرجانات فاغنرية بدون انقطاع منذ افتتاح المسرح.

## جغرافيا

### المناخ
يظهر الجدول التالي التغييرات المناخية على مدار السنة لبايرويت:
| البيانات المناخية لـبايرويت       | البيانات المناخية لـبايرويت | البيانات المناخية لـبايرويت | البيانات المناخية لـبايرويت | البيانات المناخية لـبايرويت | البيانات المناخية لـبايرويت | البيانات المناخية لـبايرويت | البيانات المناخية لـبايرويت | البيانات المناخية لـبايرويت | البيانات المناخية لـبايرويت | البيانات المناخية لـبايرويت | البيانات المناخية لـبايرويت | البيانات المناخية لـبايرويت | البيانات المناخية لـبايرويت |
| الشهر                             | يناير                       | فبراير                      | مارس                        | أبريل                       | مايو                        | يونيو                       | يوليو                       | أغسطس                       | سبتمبر                      | أكتوبر                      | نوفمبر                      | ديسمبر                      | المعدل السنوي               |
| --------------------------------- | --------------------------- | --------------------------- | --------------------------- | --------------------------- | --------------------------- | --------------------------- | --------------------------- | --------------------------- | --------------------------- | --------------------------- | --------------------------- | --------------------------- | --------------------------- |
| متوسط درجة الحرارة الكبرى °م (°ف) | 1 (34)                      | 3 (38)                      | 8 (46)                      | 13 (55)                     | 19 (67)                     | 23 (73)                     | 25 (77)                     | 24 (76)                     | 21 (69)                     | 14 (57)                     | 6 (42)                      | 2 (36)                      | 12 (54)                     |
| متوسط درجة الحرارة الصغرى °م (°ف) | −4 (24)                     | −4 (25)                     | −1 (30)                     | 2 (35)                      | 6 (43)                      | 9 (49)                      | 11 (52)                     | 11 (52)                     | 8 (46)                      | 4 (39)                      | 0 (32)                      | −3 (27)                     | 3 (38)                      |
| الهطول مم (إنش)                   | 46 (1.8)                    | 33 (1.3)                    | 36 (1.4)                    | 43 (1.7)                    | 56 (2.2)                    | 61 (2.4)                    | 71 (2.8)                    | 69 (2.7)                    | 46 (1.8)                    | 46 (1.8)                    | 43 (1.7)                    | 48 (1.9)                    | 590 (23.4)                  |
| المصدر: Weatherbase               |                             |                             |                             |                             |                             |                             |                             |                             |                             |                             |                             |                             |                             |

## توأمة
لبايرويت اتفاقيات توأمة مع كل من:
- آنسي (1966 - )
- رودولشتات (1990 - )
- لا سبيتسيا (1999 - )
- تكيرداغ (2012 - )

## أعلام
- أوسكار بانيتسا
- هيوستن ستيوارت تشامبرلين
- فلوريان ماير
- فيلاند فاغنر
- ماكس شتيرنر
- فولفغانغ فاغنر
- روبرت فون غريم
- جان باول
- كريستين ايبرهاردين من براندنبورغ-بايرويت
- فرانز ليست

## معرض صور

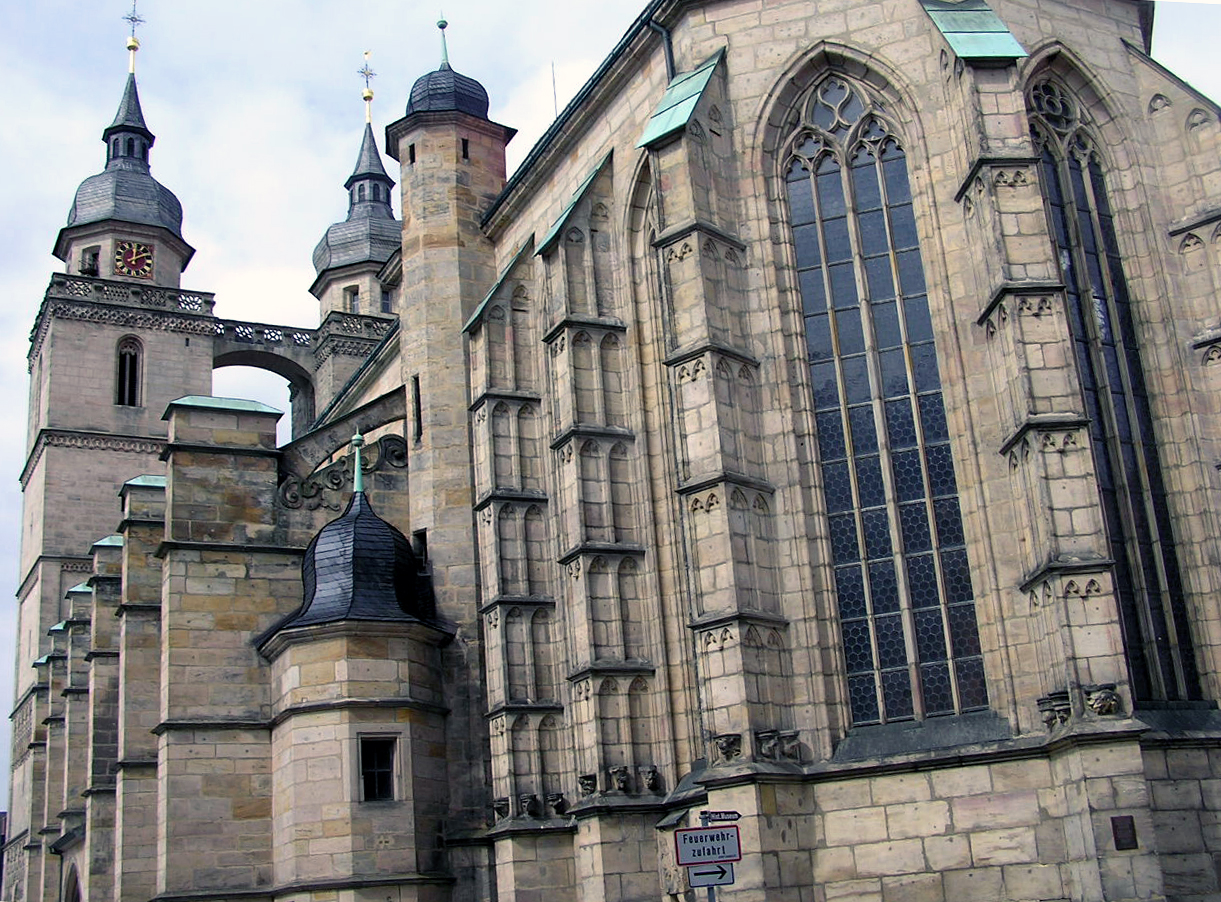
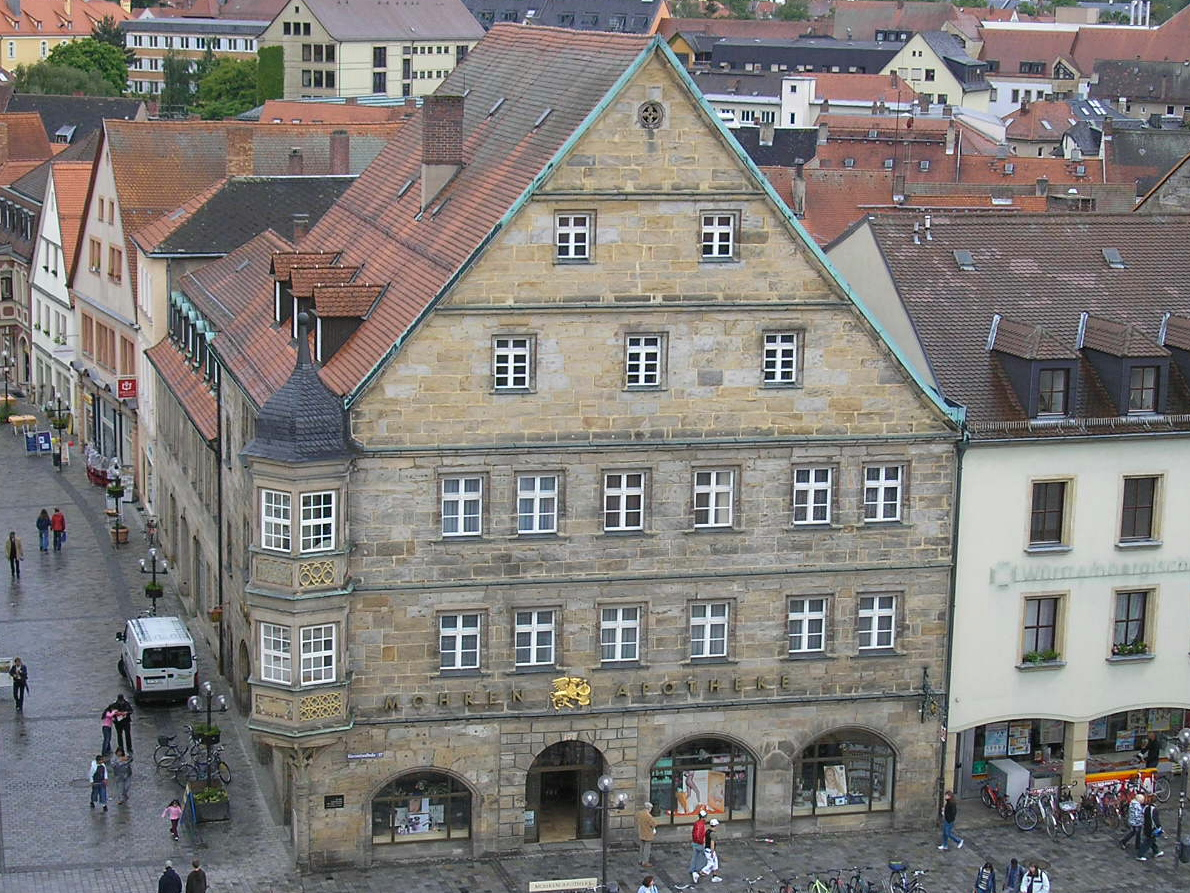
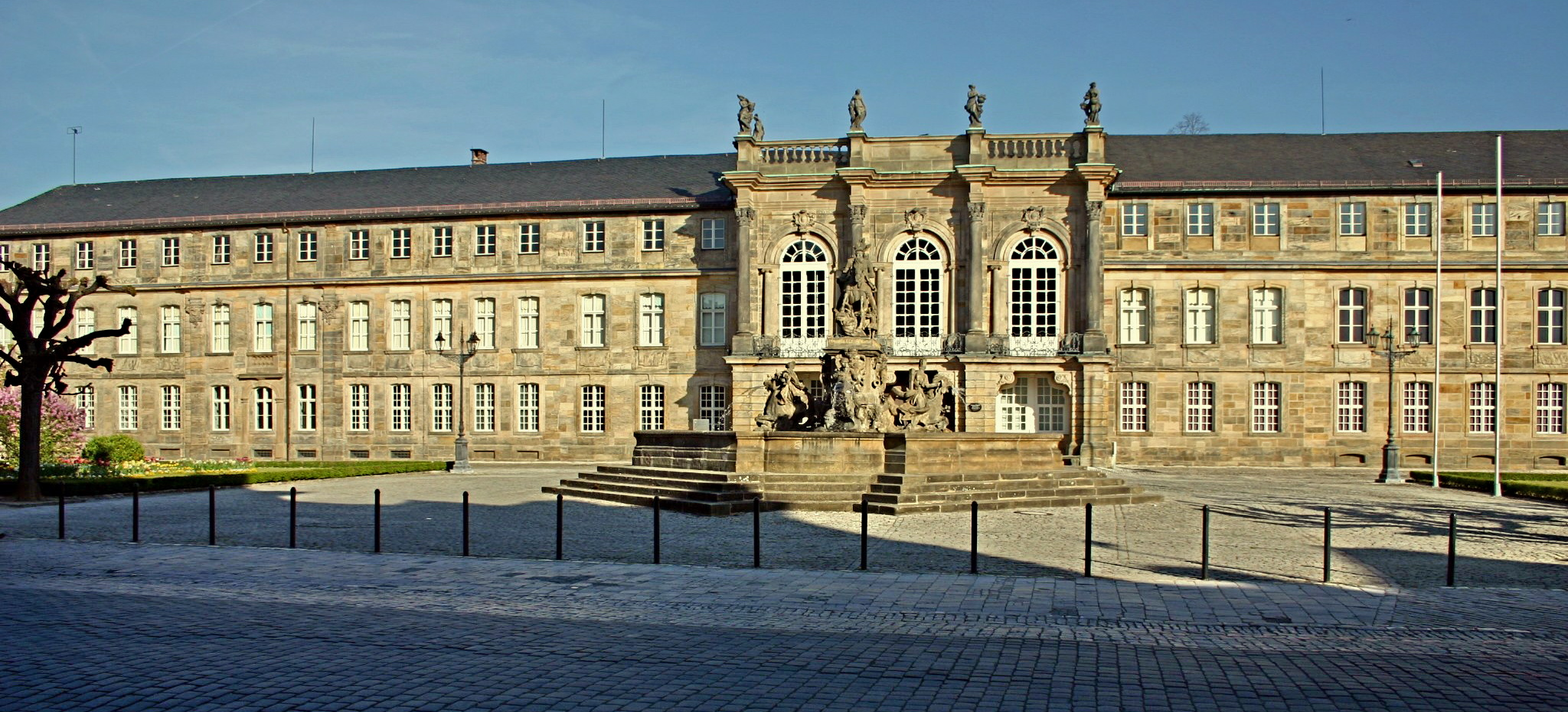
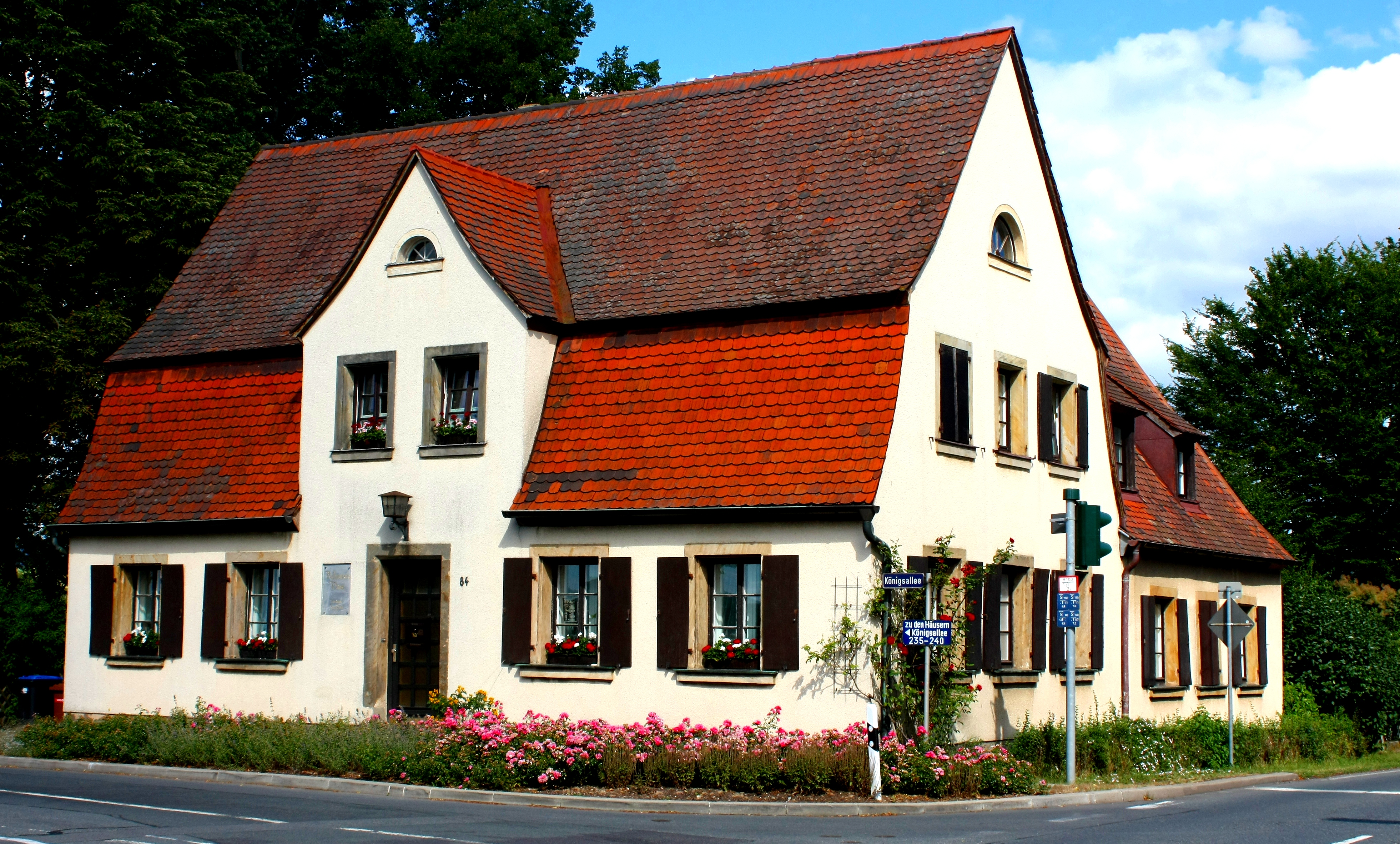